# Chromeskull: Laid to Rest 2
Chromeskull: Laid to Rest 2 è un film del 2011 diretto da Robert Green Hall.
È il sequel del film Laid to Rest.

## Trama
I tirapiedi del serial killer Jesse "ChromeSkull" Cromeans riescono a salvare la vita al loro capo, anche se le ferite che ha subito lo hanno lasciato sfigurato. Mentre ChromeSkull si riprende, assistito da un assistente di nome Spann, il suo scontento secondo in comando, Preston, rintraccia Princess e Tommy, i sopravvissuti del film precedente, in un motel. Preston uccide Princess, cosa che fa infuriare ChromeSkull, mentre Tommy viene risparmiato, essendo fuori al momento dell'attacco di Preston.
Tre mesi dopo, mentre Preston (che è diventato gravemente disilluso dalla leadership di ChromeSkull) cerca Tommy, Spann lavora per usurpare la sua posizione nell'organizzazione usando ChromeSkull, selezionando una nuova vittima per lui (una cameriera cieca di nome Jessica) e creare un nascondiglio in un'azienda galvanostegica. ChromeSkull irrompe nella casa di Jess, uccide l'amica in visita della ragazza e la cattura. La polizia intravede ChromeSkull in un video che Jess stava girando e porta Tommy alla stazione per interrogarlo nuovamente, salvandolo inconsapevolmente da Preston, che si era intrufolato nell'appartamento di Tommy mentre era vestito da ChromeSkull ed aveva ucciso il compagno di stanza di Tommy.
Jess si risveglia in una bara nella fabbrica, dove Preston la prende in giro ed ordina a due operai di creare una nuova arma. Seguendo una pista, la polizia manda una detective alla fabbrica che diventa la cavia per la nuova arma di Preston, un coltello a molla con sei lame. Preston rapisce quindi Tommy, lo lascia con Jess e viene informato che è stato licenziato da ChromeSkull, il quale è consapevole che Preston lo ha copiato ed indebolito. L'infuriato Preston altera il suo aspetto per assomigliare a ChromeSkull (che sta andando alla fabbrica) mentre Tommy e Jess riescono a liberarsi ed una coppia di detective cerca la loro collega che era stato precedentemente inviata all'edificio.
ChromeSkull e Preston uccidono i detective, quindi combattono tra loro, con ChromeSkull che ne esce vittorioso dopo aver decapitato Preston. ChromeSkull prende quindi l'arma di Preston, rende inabili Jess e Tommy ed attacca un detective accompagnato da un gruppo di agenti. ChromeSkull torna da Jess, ma lei lo respinge abbastanza a lungo da consentire al detective ferito di riprendersi e sparare all'assassino. L'FBI arriva, porta Jess in ospedale e dice al detective che si occuperanno delle sue indagini. ChromeSkull fugge dalla fabbrica e viene poi mostrato a Hollywood mentre conversa con Spann, che gli assicura che troveranno Jess.
In una scena post-crediti, l'FBI viene mostrato intento ad interrogare la moglie incinta di ChromeSkull, che è all'oscuro dei crimini del marito e convinta che le sue lunghe assenze siano dovute al suo lavoro. Dopo che la verità le è stata rivelata, la signora Cromeans, inorridita, afferra la pistola di un agente e si spara in bocca.

## Distribuzione
Il film è stato distribuito Direct-to-Video in DVD e Blu-ray Disc da Image Entertainment il 20 settembre 2011. Venne distribuito anche in Canada dalla E1 Entertainment nello stesso giorno.

## Accoglienza
Steve Barton di Dread Central ha dato al film un 4,5 su 5, e ha affermato che è "probabilmente il film slasher più violento di tutti i tempi" e "un piccolo film intransigente, inflessibile e completamente folle che avrà tu ansimi e applaudi ogni uccisione fino all'ultimo fotogramma". Al contrario, Matt Serafini dello stesso sito web ha dato a ChromeSkull un voto di 2,5 e ha detto che mentre il gore era brutale e tentava di fare cose uniche ed inaspettate, il film soffriva di una scrittura cattiva e contorta ed era "sciocco, incoerente e completamente sopra le righe". In una recensione per DVD Verdict, David Johnson ha trovato che mentre ChromeSkull "non è all'altezza dell'impatto dell'originale" era ancora un film brillante con un'interessante mitologia per il suo assassino e uccisioni cruente che erano fantasiose, inquietanti e scoraggianti. ChromeSkull è stato ritenuto un film "abbastanza divertente" con "scene selvaggiamente creativi, e brutali di carneficina" da Shawn Savage di Bloody Disgusting.